# Адама Траоре (футболіст, 5 червня 1995)
Адама Траоре (фр. Adama Traoré, нар. 5 червня 1995, Бамако, Малі), також відомий як Адама Малуда Траоре — малійський футболіст, нападник угорського клубу «Ференцварош» та національної збірної Малі.

## Клубна кар'єра
Вихованець клубу «Серкль Олімпік» з рідного міста Бамако, з якого влітку 2013 року перейшов до «ТП Мазембе», до складу якого приєднався 2013 року. Відіграв за команду з Лубумбаші наступні п'ять сезонів своєї ігрової кар'єри і тричі виграв чемпіонат ДР Конго. Також команда з Траоре виграла Лігу чемпіонів КАФ у 2015 році, Кубок конфедерації КАФ у 2016 і 2017 роках, а також Суперкубок КАФ 2016 року. Крім того був з командою учасником клубного чемпіонату світу 2015 року в Японії, посівши 6-те місце.
20 серпня 2018 року Траоре приєднався до французького клубу «Мец», підписавши чотирирічну угоду. 17 вересня він дебютував у Лізі 2, вийшовши на заміну на 87-й хвилині у матчі проти «Безьє» (3:1), втім основним гравцем не став, тому здавався в оренду спочатку у січня 2019 року у французький «Орлеан», а у січні 2020 року — у саудівський «Аль-Адалх».
10 лютого 2021 року Траоре підписав контракт з «Шерифом», з яким того ж року став чемпіоном Молдови. Станом на 29 серпня 2021 року відіграв за тираспольський клуб 16 матчів в національному чемпіонаті.

## Виступи за збірні
Протягом 2012—2013 років залучався до складу молодіжної збірної Малі до 20 років, з якою був учасником молодіжного чемпіонату світу 2013 року в Туреччині, зігравши на турнірі в одному матчі проти Мексики (1:4), а його команда не вийшла з групи. Згодом з командою до 23 років брав участь на молодіжному чемпіонаті Африки в Сенегалі, але і тут його збірна не вийшла з групи.
6 липня 2013 року дебютував в офіційних матчах у складі національної збірної Малі в грі відбору на чемпіонат африканських націй 2014 року проти Гвінеї (3:1). 6 січня 2014 року Траоре потрапив до заявки збірної на Чемпіонат африканських націй в ПАР, де за п'ять днів він забив свій дебютний гол за збірну в першій грі турніру проти Нігерії, який приніс його команді перемогу 2:1. Після того, як Малі виграло групу, вони вилетіли в чвертьфіналі від Зімбабве (1:2). 
Згодом у складі збірної Траоре був учасником Кубка африканських націй 2019 року в Єгипті. На турнірі Адама зіграв в усіх 4 іграх своєї команди, дійшовши до 1/8 фіналу і в гру групового етапу проти Мавританії (4:1) забив гол.

## Статистика виступів

### Статистика клубних виступів
| Сезон             | Команда           | Чемпіонат         | Чемпіонат | Чемпіонат | Національний кубок | Національний кубок | Національний кубок | Континентальні кубки | Континентальні кубки | Континентальні кубки | Інші змагання | Інші змагання | Інші змагання | Усього | Усього |
| Сезон             | Команда           | Ліга              | Ігор      | Голів     | Ліга               | Ігор               | Голів              | Ліга                 | Ігор                 | Голів                | Ліга          | Ігор          | Голів         | Ігор   | Голів  |
| ----------------- | ----------------- | ----------------- | --------- | --------- | ------------------ | ------------------ | ------------------ | -------------------- | -------------------- | -------------------- | ------------- | ------------- | ------------- | ------ | ------ |
| 2018- січ. 2019   | «Мец»             | Л2                | 2         | 0         | КФ+КЛ              | 0+2                | 0+0                | -                    | -                    | -                    | -             | -             | -             | 4      | 0      |
| січ.-черв. 2019   | «Орлеан»          | Л2                | 6         | 0         | КФ+КЛ              | 0+0                | 0+0                | -                    | -                    | -                    | -             | -             | -             | 6      | 0      |
| 2019–20           | «Мец»             | Л1                | -         | -         | КФ+КЛ              | -                  | -                  | -                    | -                    | -                    | -             | -             | -             | -      | -      |
| Усього за «Мец»   | Усього за «Мец»   | Усього за «Мец»   | 2         | 0         |                    | 2                  | 0                  |                      | -                    | -                    |               | -             | -             | 4      | 0      |
| Усього за кар'єру | Усього за кар'єру | Усього за кар'єру | 8         | 0         |                    | 2                  | 0                  |                      | -                    | -                    |               | -             | -             | 10     | 0      |

## Титули і досягнення
- Чемпіон ДР Конго (3):

«ТП Мазембе»: 2013/14, 2015/16, 2016/17
- Чемпіон Молдови (2):

«Шериф»: 2020/21, 2021/22
- Переможець Ліги чемпіонів КАФ (1):

«ТП Мазембе»: 2015
- Володар Кубка конфедерації КАФ (2):

«ТП Мазембе»: 2016, 2017
- Володар Суперкубка КАФ (1):

«ТП Мазембе»: 2016
- Володар Кубка Молдови (1):

«Шериф»: 2021/22
- Чемпіонат Угорщини (3):

«Ференцварош»: 2022/23, 2023/24, 2024/25

## Цікаві факти
Адама Траоре виступав у збірній і в «Меці» з повним тезкою та однофамільцем, який до того ж народився в тому ж місяці і тому ж році. Щоб розрізняти їх, футболістів часто позначають як Адама Траоре І і Адама Траоре ІІ.